# Pallavolo al XII Festival olimpico estivo della gioventù europea
Le competizioni di pallavolo al XII Festival olimpico estivo della gioventù europea si sono svolte dal 15 al 19 luglio 2013 a Utrecht, nei Paesi Bassi

## Podi

### Ragazzi
| Evento          | Oro    | Argento | Bronzo  |
| Torneo maschile | Russia | Polonia | Turchia |

### Ragazze
| Evento           | Oro      | Argento | Bronzo      |
| Torneo femminile | Slovenia | Serbia  | Paesi Bassi |